# San Pablo (Nowy Meksyk)
San Pablo – jednostka osadnicza w Stanach Zjednoczonych, w stanie Nowy Meksyk, w hrabstwie Doña Ana.